# هاميش هاينز
هاميش هاينز (بالإنجليزية: Hamish Haynes)‏ هو دراج بريطاني، ولد في 5 مارس 1974 في مانشستر في المملكة المتحدة.

## وصلات خارجية
- هاميش هاينز على موقع الاتحاد الدولي للدراجات (الإنجليزية)
- هاميش هاينز على موقع أرشيف الدراجات (الإنجليزية)
- هاميش هاينز على موقع إحصائيات الدراجات الإحترافية (الإنجليزية)
- هاميش هاينز على موقع نسبة الدراجات (الإنجليزية)